# Емельяново (Московская область)
Емельяново — деревня в Орехово-Зуевском муниципальном районе Московской области. Входит в состав сельского поселения Горское. Население — 177 чел. (2010).

## География
Деревня Емельяново расположена в северной части Орехово-Зуевского района, примерно в 5 км к югу от города Орехово-Зуево. В 1,5 км к северо-западу от деревни протекает река Клязьма. Высота над уровнем моря 133 м. Ближайший населённый пункт — деревня Кабаново.

## История
В 1905 году входила в состав Кудыкинской волости Покровского уезда Владимирской губернии.
В 1926 году деревня являлась центром Емельяновского сельсовета Кудыкинской волости Орехово-Зуевского уезда Московской губернии.
С 1929 года — населённый пункт в составе Орехово-Зуевского района Орехово-Зуевского округа Московской области, с 1930-го, в связи с упразднением округа, — в составе Орехово-Зуевского района Московской области.
До муниципальной реформы 2006 года Емельяново входило в состав Горского сельского округа Орехово-Зуевского района.

## Население
В 1637-47 годах в деревне было 3 крестьянских двора. 1895 году — 103 двора, 644 жителей. В 1905 году в деревне проживало 521 человек (105 дворов). В 1926 году в деревне проживало 589 человек (272 мужчины, 317 женщин), насчитывалось 116 хозяйств, из которых 114 было крестьянских. По переписи 2002 года — 187 человек (84 мужчины, 103 женщины).
| 1926 | 2002 | 2006 | 2010 |
| ---- | ---- | ---- | ---- |
| 589  | ↘187 | ↘182 | ↘177 |